# فلاديمير راديفويفيتش
فلاديمير راديفويفيتش (بالصربية: Владимир Радивојевић)‏ هو لاعب كرة قدم صربي في مركز الوسط، ولد في 4 فبراير 1986 في لوزنيتسا في صربيا. لعب مع راد بيوغراد وملادوست لوتشاني.

## وصلات خارجية
- فلاديمير راديفويفيتش على موقع الاتحاد الأوربي (الإنجليزية)
- فلاديمير راديفويفيتش على موقع قاعدة بيانات كرة القدم.إي يو (الإنجليزية)
- فلاديمير راديفويفيتش على موقع Soccerbase.com (لاعب) (الإنجليزية)
- فلاديمير راديفويفيتش على موقع Soccerway.com (الإنجليزية)
- فلاديمير راديفويفيتش على موقع عالم كرة القدم.نت (الإنجليزية)